# E2F2
E2F2‏ (E2F transcription factor 2) هوَ بروتين يُشَفر بواسطة جين E2F2 في الإنسان.